# Vasile Apostol
Vasile Jenică Apostol este un general (cu 4 stele) român, care a îndeplinit funcția de  locțiitor de șef al Statului Major al Forțelor Terestre și Inspector-șef al Inspectoratului Armatei Române. 
Este doctor în științe militare. În perioada 1990-1991, generalul de brigadă Vasile Apostol a îndeplinit funcția de comandant al Academiei Forțelor Terestre "Nicolae Bălcescu" din Sibiu.
În aprilie 2000, a fost inaugurat în Parcul Kiseleff Monumentul Infanteriei din București. După cum a afirmat sculptorul Ioan Bolborea, el i-a folosit ca model pe generalii Mihail Popescu (șeful Statului Major al Forțelor Terestre) și pe generalul Vasile Apostol (locțiitor al șefului Statului Major al Forțelor Terestre). „Așa am vrut eu. L-am pus și pe fiul meu acolo... În loc să folosesc chipuri anonime, am ales portrete. Este creația artistului. Nu acest aspect are relevanță. De unde să cunosc eu infanteriști care au murit luptând pentru țară?“ 
Generalul Vasile Apostol a fost înaintat la gradul de general de divizie (cu 2 stele) la 25 octombrie 2000  și apoi la cel de general-locotenent (cu 3 stele) la 1 decembrie 2004 .
Prin Hotărârea Consiliului Suprem de Apărare a Țării nr. 184 din 27 decembrie 2005, având în vedere propunerea ministrului apărării naționale, la data de 28 decembrie 2005, generalul Apostol a fost înaintat la gradul de general (cu 4 stele), fiind trecut în rezervă cu același grad. 